# توپ طلای ۲۰۱۷
توپ طلای ۲۰۱۷ (فرانسوی: Ballon d'Or 2017‎) جایزه‌ایست که در سال ۲۰۱۷ به بازیکنی که بهترین عملکرد در فوتبال در سطح جهانی را داشته باشد، اهدا می‌شود.

## فهرست
فهرست ۳۰ نامزد اصلی توپ طلا در ۹ اکتبر ۲۰۱۷ اعلام شد و برنده در ۷ دسامبر ۲۰۱۷ طی مراسمی اعلام گردید.
| رتبه | بازیکن              | باشگاه(ها)                                        | امتیازات |
| ---- | ------------------- | ------------------------------------------------- | -------- |
| ۱    | کریستیانو رونالدو   | باشگاه فوتبال رئال مادرید                         | ۹۴۶      |
| ۲    | لیونل مسی           | باشگاه فوتبال بارسلونا                            | ۶۷۰      |
| ۳    | نیمار               | باشگاه فوتبال بارسلونا باشگاه فوتبال پاری سن ژرمن | ۳۶۱      |
| ۴    | جانلوئیجی بوفون     | باشگاه فوتبال یوونتوس                             | ۲۲۱      |
| ۵    | لوکا مودریچ         | باشگاه فوتبال رئال مادرید                         | ۸۴       |
| ۶    | سرخیو راموس         | باشگاه فوتبال رئال مادرید                         | ۷۱       |
| ۷    | کیلین ام‌باپه        | باشگاه فوتبال موناکو باشگاه فوتبال پاری سن ژرمن   | ۴۸       |
| ۸    | انگولو کانته        | باشگاه فوتبال چلسی                                | ۴۷       |
| ۹    | روبرت لواندوفسکی    | باشگاه فوتبال بایرن مونیخ                         | ۴۵       |
| ۱۰   | هری کین             | باشگاه فوتبال تاتنهام هاتسپر                      | ۳۶       |
| ۱۱   | ادینسون کاوانی      | باشگاه فوتبال پاری سن ژرمن                        | ۳۲       |
| ۱۲   | ایسکو               | باشگاه فوتبال رئال مادرید                         | ۲۸       |
| ۱۳   | لوییس سوارز         | باشگاه فوتبال بارسلونا                            | ۲۷       |
| ۱۴   | کوین ده بروینه      | باشگاه فوتبال منچستر سیتی                         | ۲۵       |
| ۱۵   | پائولو دیبالا       | باشگاه فوتبال یوونتوس                             | ۲۳       |
| ۱۶   | مارسلو              | باشگاه فوتبال رئال مادرید                         | ۲۱       |
| ۱۷   | تونی کروس           | باشگاه فوتبال رئال مادرید                         | ۲۰       |
| ۱۸   | آنتوان گریزمن       | باشگاه فوتبال اتلتیکو مادرید                      | ۱۷       |
| ۱۹   | ادن آزار            | باشگاه فوتبال چلسی                                | ۱۶       |
| ۲۰   | داوید د خیا         | باشگاه فوتبال منچستر یونایتد                      | ۱۵       |
| ۲۱   | پیر امریک اوبامیانگ | باشگاه فوتبال بروسیا دورتموند                     | ۱۴       |
| ۲۱   | لئوناردو بونوچی     | باشگاه فوتبال یوونتوس باشگاه فوتبال آ.ث. میلان    | ۱۴       |
| ۲۳   | سادیو مانه          | باشگاه فوتبال لیورپول                             | ۱۰       |
| ۲۴   | رادامل فالکائو      | باشگاه فوتبال موناکو                              | ۹        |
| ۲۵   | کریم بنزما          | باشگاه فوتبال رئال مادرید                         | ۷        |
| ۲۶   | یان اوبلاک          | باشگاه فوتبال اتلتیکو مادرید                      | ۴        |
| ۲۷   | متس هوملس           | باشگاه فوتبال بایرن مونیخ                         | ۳        |
| ۲۸   | ادین ژکو            | باشگاه فوتبال آ. اس. رم                           | ۲        |
| ۲۹   | فیلیپه کوتینیو      | باشگاه فوتبال لیورپول                             | ۰        |
| ۲۹   | دریس مرتنز          | باشگاه فوتبال ناپولی                              | ۰        |